# Eugeniusz Malinowski
Eugeniusz Malinowski (ur. 17 czerwca 1948 w Czechowiźnie) – polski polityk, poseł na Sejm PRL IX kadencji.

## Życiorys
W 1972 uzyskał tytuł zawodowy magistra inżyniera zootechniki w Wyższej Szkole Rolniczej w Szczecinie i podjął pracę w Kombinacie Państwowych Gospodarstw Rolnych w Starogardzie Łobeskim, którego w 1979 został dyrektorem. Od 1973 należał do Polskiej Zjednoczonej Partii Robotniczej. Zasiadał w Radzie Narodowej Miasta i Gminy w Resku. W latach 1985–1989 pełnił mandat posła na Sejm PRL IX kadencji z okręgu Stargard Szczeciński, zasiadając w Komisji Rolnictwa, Leśnictwa i Gospodarki Żywnościowej. W 2002 był kandydatem Przymierza Demokratycznego na liście Sojuszu Lewicy Demokratycznej – Unii Pracy do sejmiku zachodniopomorskiego, nie uzyskując mandatu.